# Sadowe (Bolhrad)

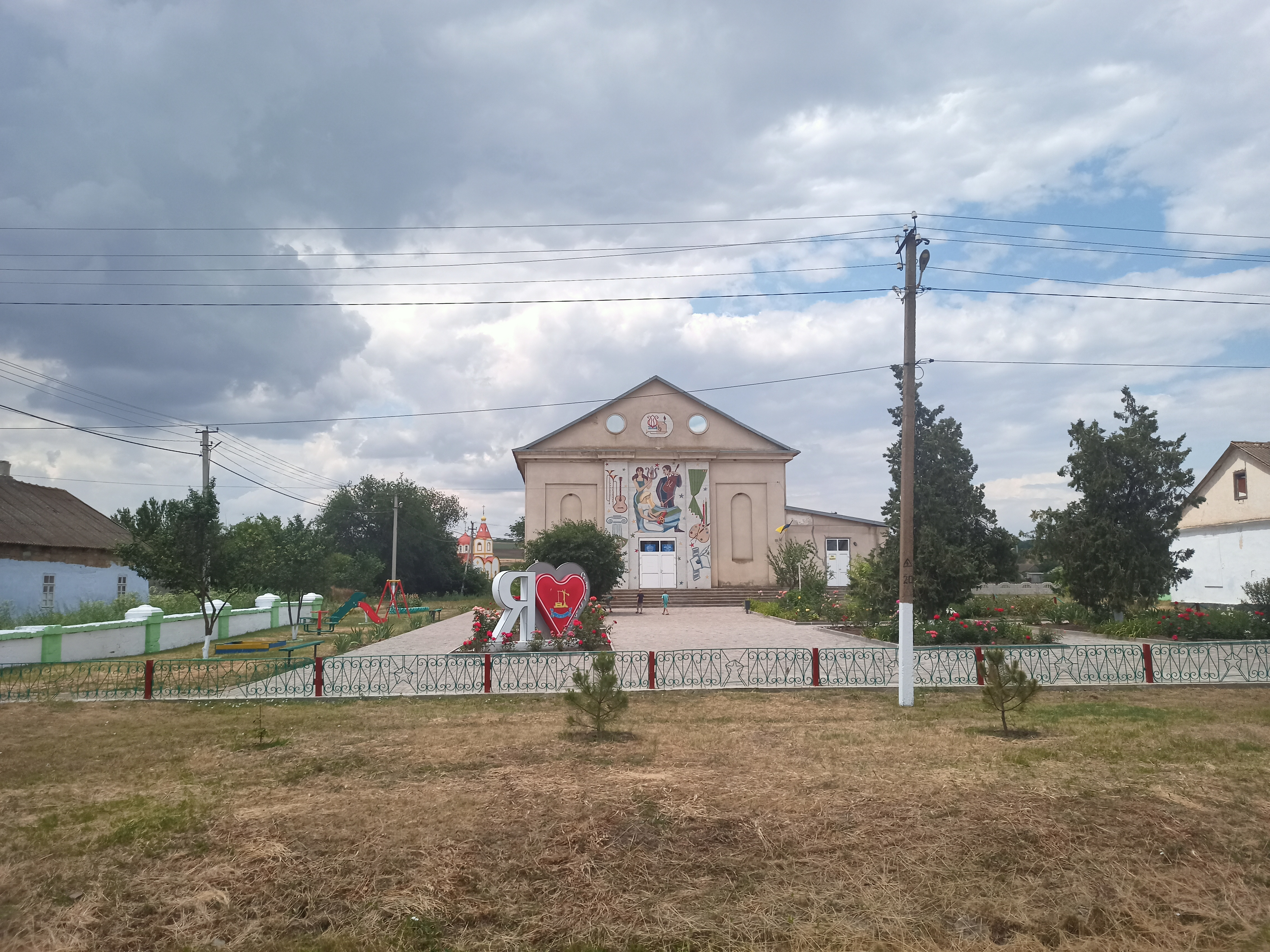
In Sadowe (2023)

Sadowe (ukrainisch Садове; russisch Садовое Sadowoje, rumänisch Ferşampenuazul-Mic, deutsch Alt-Elft) ist ein bessarabisches Dorf in der ukrainischen Oblast Odessa mit etwa 730 Einwohnern (2023) und einer Fläche von 1,6 km².
Am 14. November 1945 erhielt die Ortschaft, welche bis dahin den ukrainischen Namen Staryj Ferschampenuas (Старий Фершампенуаз) trug ihren heutigen Namen.

## Geografie
Sadowe liegt am rechten Ufer des Kohylnyk, einem 243 km langen Zufluss zum Sassyksee.
Das Gemeindezentrum Teplyzja befindet sich 8 km südöstlich, das ehemalige Rajonzentrum Arzys 19 km südöstlich und das Oblastzentrum Odessa 150 km nordöstlich von Sadowe. Östlich vom Dorf verläuft die Territorialstraße T–16–27.

## Geschichte
Der Ort liegt in der historischen Landschaft Bessarabien. Das Gebiet von Bessarabien kam 1812 im Frieden von Bukarest vom osmanischen Vasallenstaat Fürstentum Moldau zusammen mit der Budschak an das Russische Kaiserreich. Die Neuerwerbung wurde als Kolonisationsgebiet behandelt und zunächst dem Generalgouverneur von Neurussland zugeordnet. Kaiser Alexander I. rief in einem Manifest von 1813 deutsche Kolonisten ins Land, um die neu gewonnenen Steppengebiete in Neurussland zu kolonisieren. Hier gründeten 1816 deutsche Auswanderer, die zuvor zwei Jahre in moldauischen Dörfern verbrachten hatten, eine Siedlung. Da sie auf der Steppe Nr. 11 als elfte Kolonie entstanden war, wurde sie zunächst als Elft benannt. Später benannten die russischen Behörden sie in Fere-Champenoise in Anlehnung an die siegreiche Schlacht bei Fère-Champenoise der Verbündeten gegen Napoleon um. Auf Weisung der russischen Ansiedlungsbehörde wurden viele neu gegründete Siedlungen, wie auch Elft, nach Orten von siegreichen Schlachten gegen Napoleon I. benannt.
Der Ort gehört zu den 24 bessarabiendeutschen Mutterkolonien. Sie wurden von Einwanderern gegründet, während Tochterkolonien später von Bewohnern der Mutterkolonien gegründet wurden. Die Auswanderer, die sich hier 1816 niederließen, kamen aus dem Herzogtum Warschau, in das sie 1807 aus dem Königlich-Preußischen Regierungsbezirk Bromberg und aus Mecklenburg eingewandert waren.
1840 betrug die Einwohnerzahl insgesamt 1465, darunter 1439 Bessarabiendeutsche.
In den Wirren der Oktoberrevolution verlor Russland Bessarabien, dass sich zur 1917 Demokratischen Moldauischen Republik erklärte und im gleichen Jahr freiwillig an das Königreich Rumänien anschloss. Bei der Volkszählung von 1930 hatte das Dorf insgesamt 1470, darunter 1383 deutschstämmige, Bewohner.
Nach der sowjetischen Besetzung Bessarabiens im Sommer 1940, gedeckt vom Hitler-Stalin-Pakt, schlossen sich die bessarabiendeutschen Ortsbewohner im Herbst 1940 der Umsiedlung ins Deutsche Reich unter dem Motto Heim ins Reich an. Danach gehörte das Dorf zur Oblast Akkerman (ab dem 7. August 1940 Oblast Ismajil) in der Ukrainischen SSR. Zu Beginn des Deutsch-Sowjetischen Krieges kam die Ortschaft 1941 erneut an Rumänien. Nachdem die Rote Armee Bessarabien 1944 zurückerobert hatte, lag das Dorf wieder in der ukrainischen Oblast Ismajil, die 1954 in der Oblast Odessa aufging. Nach dem Zerfall der Sowjetunion wurde das Dorf 1991 Teil der unabhängig gewordenen Ukraine.

## Verwaltungsgliederung
Am 12. Juni 2020 wurde das Dorf ein Teil der Landgemeinde Teplyzja; bis war es Teil der Landratsgemeinde Teplyzja im Norden des Rajons Arzys.
Seit dem 17. Juli 2020 ist es ein Teil des Rajons Bolhrad.

## Söhne und Töchter der Ortschaft
- Daniel Haase (* 11. September 1877; † 23. Mai 1939 in Tarutino), bessarabiendeutscher Geistlicher.